# Седки (Брянская область)
Седки — хутор в Мглинском районе Брянской области в составе Ветлевского сельского поселения.

## География
Находится в северо-западной части Брянской области на расстоянии приблизительно 11 км на восток-северо-восток по прямой от районного центра города Мглин.

## История
Упоминается с середины XIX века. В 1859 году здесь (хутор Мглинского уезда Черниговской губернии) учтено было 5 дворов, в 1892 - 18. На карте 1941 года отмечен как Сядки с 36 дворами. 

## Население
Численность населения: 45 человек (1859 год), 117 (1892), 183 (1926), 45 (русские 100%) в 2002 году, 12 в 2010.